# Lars-Erik Ahlberg
Lars-Erik Ahlberg (* 5. Juni 1934) ist ein ehemaliger schwedischer Fußballspieler. Er hat vier Länderspiele bestritten.

## Laufbahn
Ahlberg spielte zwischen 1954 und 1966 für Helsingborgs IF in der Allsvenskan. Ein Titel blieb dem Spieler versagt. Nachdem 1954 noch der Vizemeistertitel und 1957 ein dritter Platz heraussprang, schaffte die Mannschaft 1960 nur dank des besseren Torverhältnisses den Klassenerhalt. Seine Karriere beendete er ebenfalls als Drittletzter der Liga. Er wird als Techniker und Strategen bezeichnet. Er gilt trotz der Titellosigkeit als herausragende Person beim Verein und wurde 2007 anlässlich des hundertsten Geburtstags des Vereins in die Top-10-Persönlichkeiten gewählt.
Am 18. Juni 1957 debütierte Ahlberg beim 0:0-Unentschieden gegen Norwegen in der schwedischen Nationalmannschaft. Dort konnte er sich nicht als Stammspieler etablieren und kam bis zu seinem letzten Spiel im Nationaljersey am 5. Oktober 1966 in insgesamt vier Länderspielen zum Einsatz.